# Astronia shungolensis
Astronia shungolensis är en tvåhjärtbladig växtart som beskrevs av J.F. Maxwell. Astronia shungolensis ingår i släktet Astronia och familjen Melastomataceae. Inga underarter finns listade i Catalogue of Life.